# Daniel Scholz
Daniel Scholz (ur. 23 sierpnia 1983 r. w Sprigfield) – amerykański wioślarz.

## Osiągnięcia
- Mistrzostwa Świata – Poznań 2009 – czwórka podwójna wagi lekkiej – 6. miejsce[1].